# Омажиальна корона

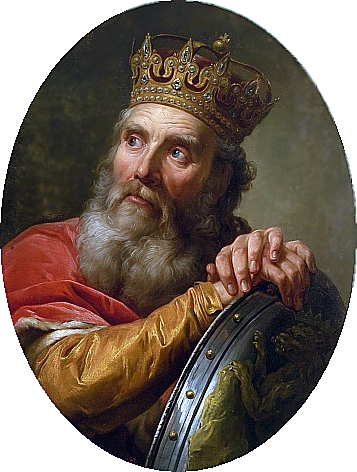
Король Казимир III у "Омажіальній короні"

Омажіальна корона (лат.: Corona Homagialis) — церемоніальна королівська корона, що використовувалась під час омажіальних урочистостей та заходів королями Польщі, а пізніше королями Речі Посполитої. 
Входила до переліку найвищих монархічних клейнодів Корони Речі Посполитої. Була виготовлена для коронації короля Володислава II Ягайло.

## Історія
В архіві інвентаризації скарбів замку Вавель у XV сторіччі згадуються дві корони, які називаються омажіальними, і які вважаються власністю королеви Ядвіґи Анжуйської та короля Володислава II. 
Починаючи з 16-го століття при інвентаризації коронаційних регалій згадується лише одна з цих корон (що приписується Володиславу II), інша корона, ймовірно, була втрачена.
Омажіальна корона була виготовлена з чистого золота у вигляді ободів, увінчаних земною кулею та хрестом на їх перетині. Вона складалась з дев'яти сегментів, кожен увінчаний геральдичною лілією, прикрашених рубінами, сапфірами та перлами. Всього було 178 дорогоцінних каменів. 
Цю корону польські королі та королі Речі Посполитої (Польща, Литва, Україна, Білорусь) носили під час урочистих заходів надання феодальних ленів та інших шляхетських церемоній; одягаючи її замість корони Болеслава Хороброго. 
Востаннє вона була використана під час церемонії у Варшаві в 1764 році, коли король Речі Посполитої Станіслав Август Понятовський отримав омаж від курляндського герцога Петера фон Бірона.
У 18 столітті корона була зображена на портреті короля Казимира III Великого, роботи Марчелло Баччареллі, намальованому для оздоблення Мармурової кімнати у Королівському замку у Варшаві.
Це була одна з п'яти королівських корон Речі Посполитої (корона королеви, Угорська корона, Шведська корона, корона Московитська та ін.) які в жовтні 1795 року викрали з замку Вавель прусські війська, що покидали Краків.
До 1809 року знаходилась в колекції Гогенцоллернів у Берліні. 
Пізніше її, як і більшість королівських клейнодів Речі Посполитої, розібрали й переплавили. 1811 року пруський король карбував монети з отриманого з корон золота та продавав дорогоцінні камені.